# Best of Me (Emma)
Best of Me è la prima raccolta della cantautrice italiana Emma, pubblicata il 25 giugno 2021 dalla Polydor Records.

## Descrizione
Contiene 21 tracce selezionate dall'artista che spaziano tra i suoi principali successi (per l'occasione rivisitati) e brani meno noti della sua discografia, oltre agli inediti Pezzo di cuore e Che sogno incredibile, incisi rispettivamente con Alessandra Amoroso e Loredana Bertè. Riguardo alla concezione del progetto discografico, la stessa Marrone ha dichiarato:

## Tracce
1. Che sogno incredibile (con Loredana Bertè) – 3:03
2. Meravigliosa (New Version 2021) – 3:45
3. Con le nuvole (New Version 2021) – 3:29
4. Calore (New Version 2021) – 3:28
5. Sarò libera (New Version 2021) – 3:23
6. Non è l'inferno (New Version 2021) – 3:42
7. Dimentico tutto (New Version 2021) – 3:30
8. Resta ancora un po' (New Version 2021) – 3:30
9. L'amore non mi basta (New Version 2021) – 3:34
10. Cercavo amore (New Version 2021) – 3:48
11. Trattengo il fiato (New Version 2021) – 4:00
12. In ogni angolo di me (New Version 2021) – 3:43
13. La mia città (New Version 2021) – 3:30
14. Amami (New Version 2021) – 3:49
15. Occhi profondi (New Version 2021) – 3:07
16. Mi parli piano (New Version 2021) – 3:22
17. Pezzo di cuore (con Alessandra Amoroso) – 3:47
18. Fortuna – 2:59
19. Stupida allegria – 3:18
20. Latina – 3:23
21. Luci blu – 3:12

## Classifiche
| Classifica (2021) | Posizione massima |
| ----------------- | ----------------- |
| Italia            | 4                 |
| Svizzera          | 96                |